# Astrologia indiana

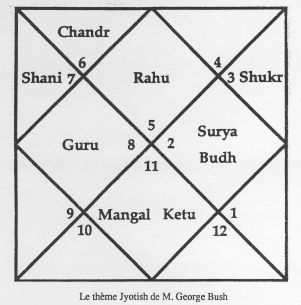
Carta astrologica Jyotish

L'astrologia indiana è la tradizione astrologica dell'Induismo.
È una delle sei discipline dei Vedāṅga ed è chiamata Jyotish, in alfabeto devanagari ज्योतिष. La parola sanscrita deriva da jyòtis (che letteralmente significa fiamma), termine formato da "Ja" + "Ya" + "O" + "T" + "ish", cioè "acqua della nascita" + "in aggiunta a" + "terra e stelle" + "ben informato", con il significato di "informato" o illuminato dalla conoscenza della nascita, del destino e del rapporto con l'acqua, la terra e le stelle; può quindi significare sinteticamente «luce», «intelligenza», ma al plurale anche «scienza dei corpi celesti». Nonostante l'obiettivo del Jyotish sia quello di dissipare le tenebre dell'ignoranza (come si deduce dal significato della forma singolare), esso viene più comunemente definito «scienza della luce». Infatti il Jyotish ha fatto storicamente parte di un continuo approccio "olistico" alla vita ed alle pratiche spirituali degli induisti, la cui religione è la predominante in India.